# دریاچه الندان
دریاچه الندان ساری یا آبندان پله ساری با مساحت ۱۷ هکتار که در هنگام بارندگی به ۳۰ هکتار می‌رسد در روستای الندان بخش چهاردانگه‌ی شهرستان ساری واقع می‌باشد. این اثر طبیعی با قدمت کواترنری به شماره ۲۶۳، ۲۳ آبان ماه ۹۴ در فهرست آثار ملی ایران ثبت شد.
آب این دریاچه فقط از طریق نزولات آسمانی تأمین می‌شود و هیچ رودخانه‌ای به سمت آن جریان ندارد. در واقع نحوهٔ قرارگیری و نوع خاک آن باعث شده‌است در اثر بارش اندکی، همهٔ آب‌های حاصل از بارش (باران یا برف) به سمت آن جریان پیدا کند. نیز نفوذ ناپذیری خاک دریاچه، میزان ماندگاری آب را در این دریاچه افزایش می‌دهد.
فاصلهٔ تقریبی این دریاچه از شهر ساری ۷۰ کیلومتر و در مسیر جادهٔ ساری-سمنان می‌باشد که در بلندای ۱۳۰۰ متری از تراز دریا قرار دارد. پیرامون دریاچه را جنگل‌های پهن‌برگ فرا گرفته که در بهار رویشگاه گل بنفشه و الزی (پیازچهٔ وحشی) و گونه‌های سبزی‌های خوش رایحه و داروئی می‌باشد. در تابستان رودخانه‌ای که در آن‌سوی دریاچه روانست آبی گوارا برای نوشیدن تأمین می‌کند. در پائیز درختچه‌های ازگیل و ولیک و تلکا محصول می‌دهند. در فصل زمستان محل سکونت اردک‌های وحشی می‌باشد و سال‌های اخیر با رهاسازی ماهی در این دریاچه کاربردهای آن افزایش پیدا کرده‌است.
درخت‌های مهمی به نام راش، ممرز، بلوط، ملچ و نمدار پیرامون این دریاچه را فرا گرفته‌اند که از نظر زیبایی اهمیت به‌سزایی دارند.
آب این آب بندان منبع اصلی تأمین آب شالیزاری روستاهای ازنی، مازارستاق، لسفرم، کنتا، دیدو، زلم است.

## نگارخانه

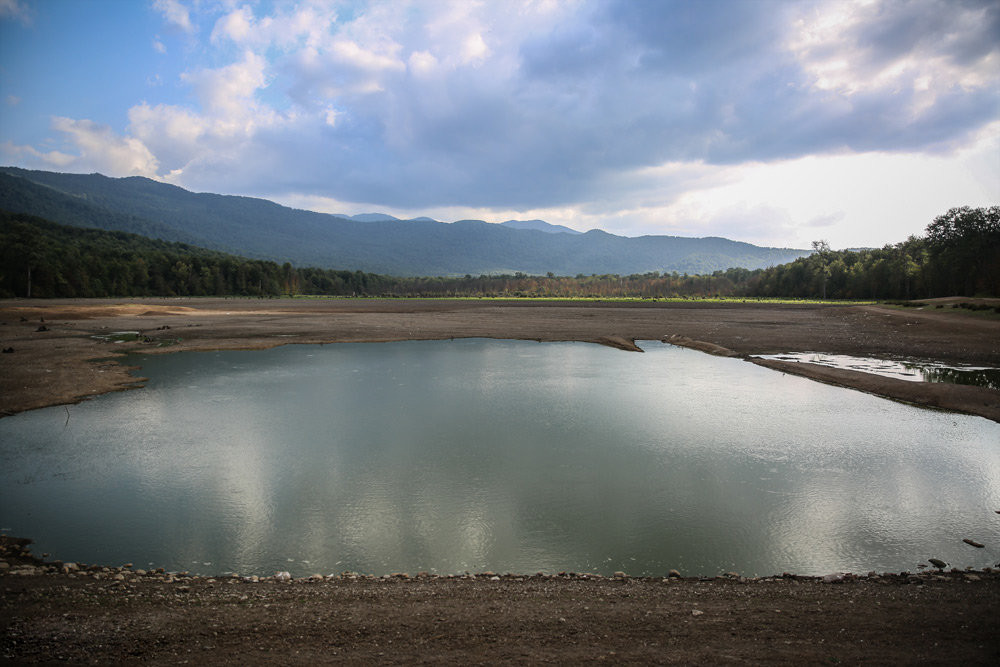
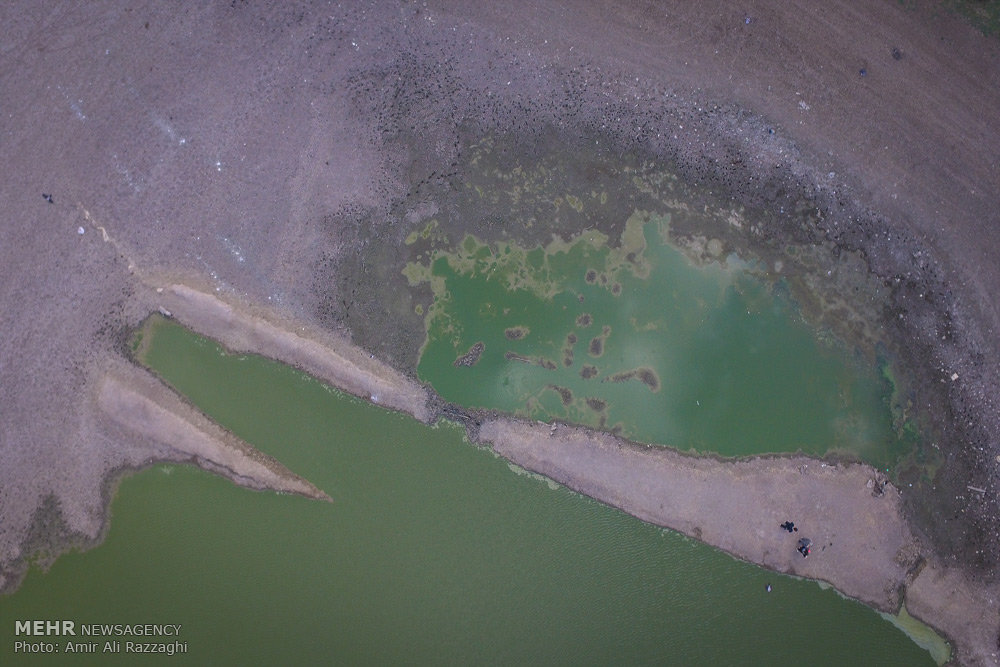

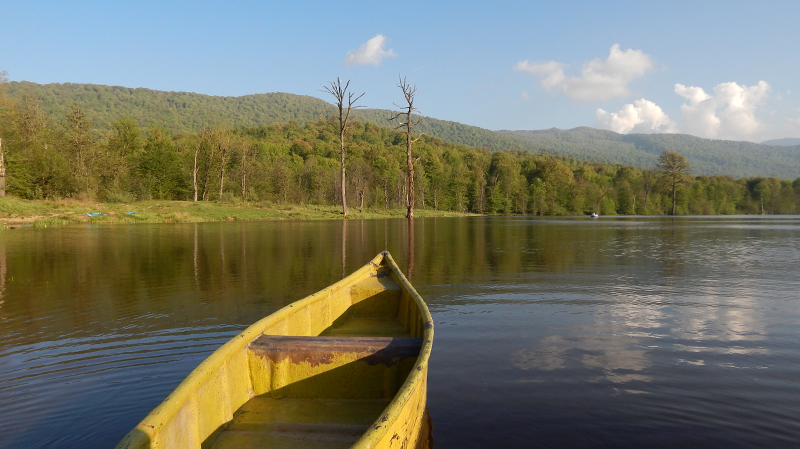
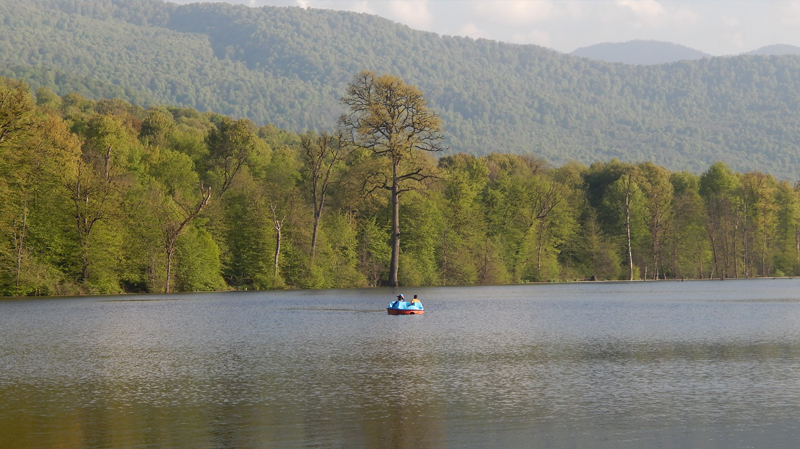
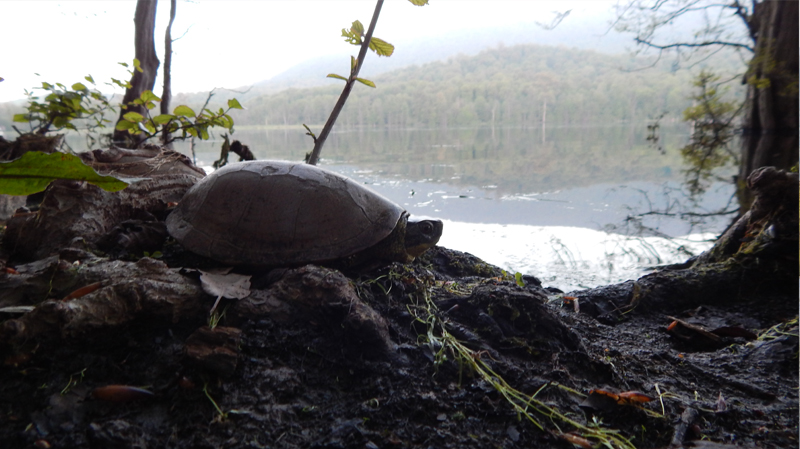
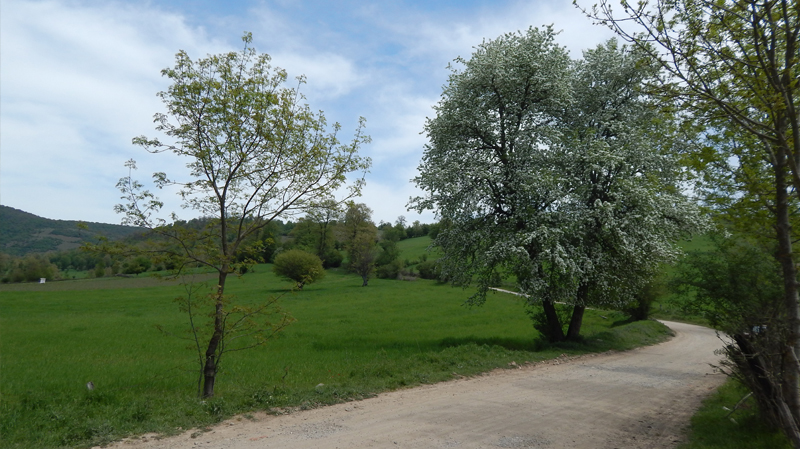
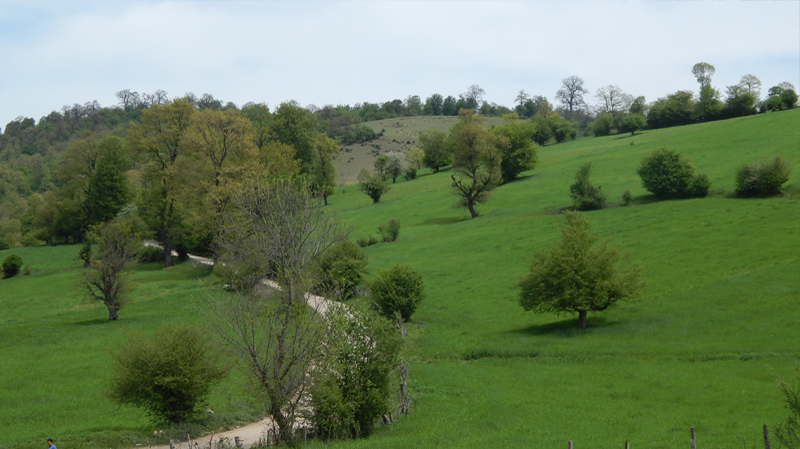